# ルネ・レオミュール

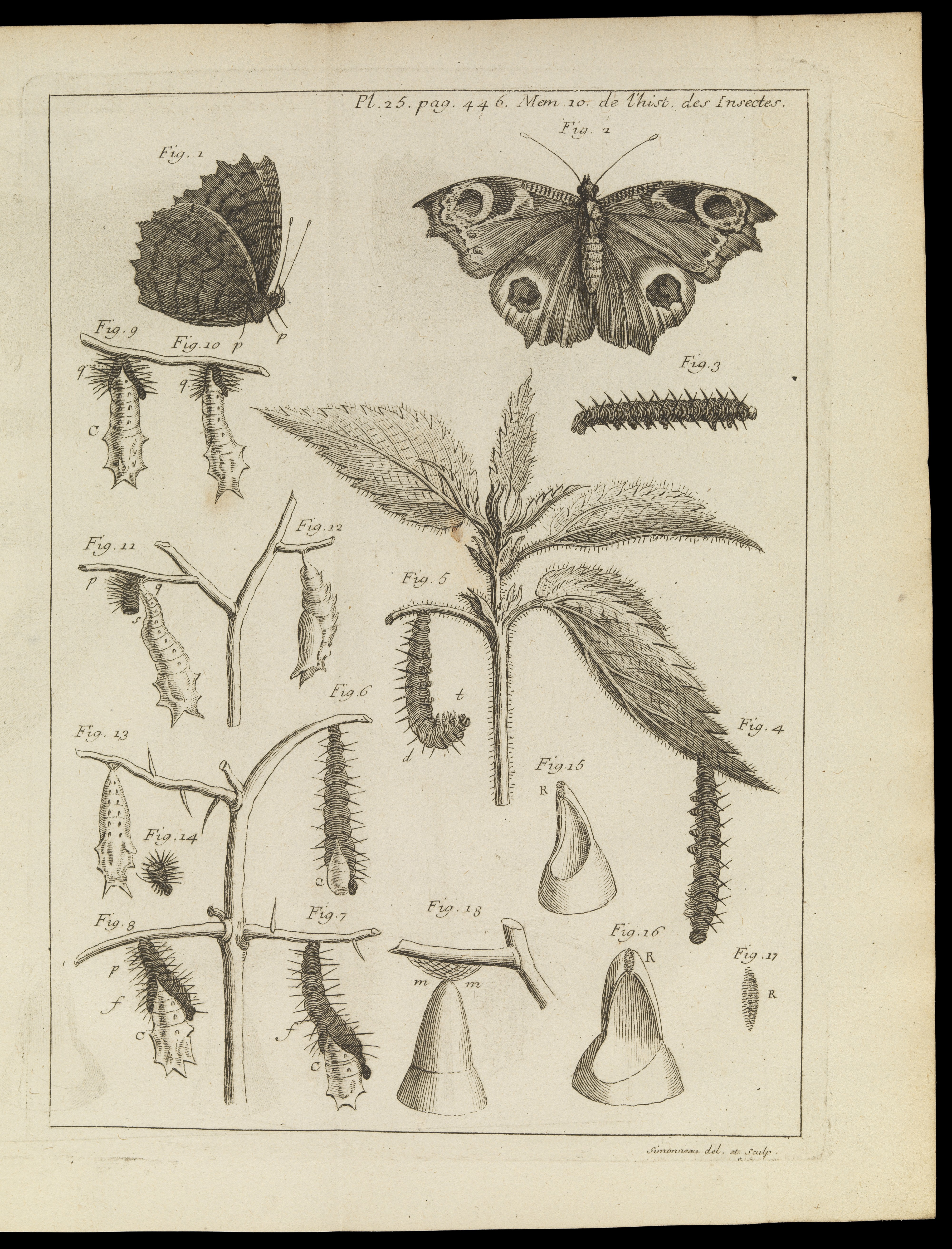
著書 "Mémoires pour servir à l'histoire des insectes"の図版、蝶の生活史

ルネ＝アントワーヌ・フェルショー・ド・レオミュール（フランス語:René-Antoine Ferchault de Réaumur、1683年2月28日 - 1757年10月17日）は、フランスのラ・ロシェル出身の科学者（化学者、物理学者、博物学者、金属学者、昆虫学者）。
水の凝固点を0°Réとし、この温度基準点からアルコールの体積増加に応じて1度ずつ値を加える温度単位「レオミュール度（列氏温度）」の考案者として知られる（レオミュール度では沸点は80°Réとなる）。また、昆虫学者としての活躍により、全6巻からなる大著『昆虫誌』の作者として世界的に知られる。

## 略歴
ポワチエのイエズス会の学校で学び、ブールジュで法律と数学を学んだ。はじめは法律を専門的に学んでいたが、1703年にパリに出て自然科学に影響を受け、数学と物理の勉強を続けた。1708年には24歳の時にフランス科学アカデミーの会員に選ばれた。初め、数学特に幾何学に取り組んだが、1710年頃から実用的な工業の分野に取り組んだ。1731年に温度計に興味をもち、水の凝固点と沸点の間を80等分する、レオミュール度（列氏）目盛を発明した。鉄と鋼の精錬法を考案した業績などもあるが、現在有名なのは、『昆虫誌』6巻の著者としてである。実験の中で有名なものとしてタカに肉片や穀物を詰めた金属製の筒を飲み込ませ、胃液が機械的消化又は化学的消化が行われるかを調べた物がある。また、スズメバチの巣が木でできていることに気づき、木材パルプを使った紙を開発する原点ともなった。
真珠の生成の発見者としても知られた。
パリのレオミュール通り、レオミュール＝セバストポル駅にその名を遺す。